# Нисим Меворах
Нисим Юда Меворах е български юрист, професор, обществен деятел и дипломат от еврейски произход. Баща на поета Валери Петров.

## Биография
Роден е на 21 октомври 1895 година.
Преподавател в Юридическия факултет на Софийския университет  и негов декан. Автор на голям брой публикации в областта на гражданското право. Сред най-известните му произведения са коментар на Закона за задълженията и договорите (1924, в съавторство с Фахри и Лиджи), актуален и ползван и днес, който прави на младини, учебник по семейно право (1962 г.), коментар на Закона за наследството. Работил е дълги години като адвокат и е бил един от най-изтъкнатите представители на тази професия за времето си. Занимава се и с политическа и обществена дейност.
След Деветосептемврийския преврат, по време на т. нар. „Народен съд“ Нисим Меворах, комунист, отказва да бъде защитник на Димитър Пешев, изиграл голяма роля за спасяването на българските евреи.
Работи като дипломат: пълномощен министър е в посолството на България във Вашингтон (1945 – 1947 , първи с този ранг от България ) и представител на България в Организацията на обединените нации, работил по проектите на някои от Хагските конвенции, участвал в процедурата по приемането на България в ООН.
Проф. Нисим Меворах е женен за Мария Петрова, преподавателка по френски език в столични гимназии. Техен син е поетът Валери Петров, чието рождено име е Валери Нисим Меворах, но след приемането на протестанството от Нисим Меворах и жена му Мария Петрова в Евангелската църква на ул. „Солунска“, София, синът им получава името Валери Нисим Петров по името на майка си.
Умира на 14 юни 1968 година.
Бояна Петрова – внучка на проф. Нисим Меворах и дъщеря на Валери Петров, създава на името на дядо си книжарница „Нисим“.
Другата внучка на проф. Меворах е доц. Анна Станева – преподавател по семейно и наследствено право в Юридическия факултет на СУ „Св. Климент Охридски“.